# ルーカス・ラーニング
ルーカス・ラーニング（英: Lucas Learning）は、アメリカのルーカスフィルム（ウォルト・ディズニー・スタジオ）の子会社である。主にゲームと教材関係の制作、発売を行っている。

## 概要
親会社は『スター・ウォーズシリーズ』や『インディ・ジョーンズ シリーズ』で知られているルーカスフィルム（ウォルト・ディズニー・スタジオ）の子会社であり、ルーカス・ライセンシング内の部門の1つである。
同じ部門関係はルーカス・ブックスとなっている。こちらは書籍関連の制作、発売を主に行っている。
ルーカス・ラーニング社は主にジョージ・ルーカスが子ども向けに『双方向性の学習ソフトを開発』と『ビデオゲーム開発』のために創設された会社（ルーカスアーツとは別）。

## 同類の部門
- ルーカス・ブックス - 書籍関連を発売